# Vuelta a España 1987
La Vuelta a España 1987, quarantaduesima edizione della corsa, si svolse in ventidue tappe, precedute da un cronoprologo iniziale, dal 23 aprile al 15 maggio 1987 su un percorso di 3921 km. Fu vinta dal colombiano Luis Herrera, che completò il percorso in 105h34'25" precedendo in classifica il tedesco occidentale Reimund Dietzen e il francese Laurent Fignon. Conclusero la prova 88 dei 179 ciclisti al via.

## Tappe
| Tappa  | Data      | Percorso                                    | km   | Vincitore di tappa     | Leader cl. generale    |
| ------ | --------- | ------------------------------------------- | ---- | ---------------------- | ---------------------- |
| Prol.  | 23 aprile | Benidorm > Benidorm (cron. individuale)     | 6,6  | Jean-Luc Vandenbroucke | Jean-Luc Vandenbroucke |
| 1ª     | 24 aprile | Benidorm > Albacete                         | 219  | Sean Kelly             | Sean Kelly             |
| 2ª     | 25 aprile | Albacete > Valencia                         | 217  | Paolo Rosola           | Roberto Pagnin         |
| 3ª     | 26 aprile | Valencia > Valencia (cron. individuale)     | 34,8 | Sean Kelly             | Sean Kelly             |
| 4ª     | 27 aprile | Valencia > Vila-real                        | 169  | Alfonso Gutiérrez      | Sean Kelly             |
| 5ª     | 28 aprile | Salou > Barcellona                          | 165  | Roberto Pagnin         | Roberto Pagnin         |
| 6ª     | 29 aprile | Barcellona > Grau Roig (AND)                | 220  | Jesús Ibáñez           | Sean Kelly             |
| 7ª     | 30 aprile | La Seu d'Urgell > Cerler                    | 186  | Laudelino Cubino       | Reimund Dietzen        |
| 8ª     | 1º maggio | Benasque > Saragozza                        | 219  | Iñaki Gastón           | Reimund Dietzen        |
| 9ª     | 2 maggio  | Saragozza > Pamplona                        | 180  | Antonio Esparza        | Reimund Dietzen        |
| 10ª    | 3 maggio  | Miranda de Ebro > Alto Campoo               | 213  | Enrique Aja            | Reimund Dietzen        |
| 11ª    | 4 maggio  | Santander > Laghi di Enol                   | 179  | Luis Herrera           | Luis Herrera           |
| 12ª    | 5 maggio  | Cangas de Onís > Oviedo                     | 142  | Carlos Hernández Bailo | Luis Herrera           |
| 13ª    | 6 maggio  | Luarca > Ferrol                             | 223  | Carlos Emiro Gutiérrez | Luis Herrera           |
| 14ª    | 7 maggio  | Ferrol > La Coruña                          | 220  | Juan Fernández Martín  | Luis Herrera           |
| 15ª    | 8 maggio  | La Coruña > Vigo                            | 185  | Antonio Esparza        | Luis Herrera           |
| 16ª    | 9 maggio  | Ponteareas > Ponferrada                     | 237  | Dominique Arnaud       | Luis Herrera           |
| 17ª    | 10 maggio | Ponferrada > Valladolid                     | 221  | Roberto Pagnin         | Luis Herrera           |
| 18ª    | 11 maggio | Valladolid > Valladolid (cron. individuale) | 24   | Jesús Blanco Villar    | Sean Kelly             |
| 19ª    | 12 maggio | El Barco de Ávila > Avila                   | 213  | Laurent Fignon         | Luis Herrera           |
| 20ª    | 13 maggio | Avila > Palazuelos de Eresma                | 183  | Omar Hernández         | Luis Herrera           |
| 21ª    | 14 maggio | Palazuelos de Eresma > Collado Villalba     | 160  | Francisco Rodríguez    | Luis Herrera           |
| 22ª    | 15 maggio | Alcalá de Henares > Madrid                  | 173  | Jaime Vilamajó         | Luis Herrera           |
| Totale | Totale    | Totale                                      | 3921 |                        |                        |

## Squadre e corridori partecipanti
Parteciparono alla corsa diciotto squadre, le nove formazioni professionistiche spagnole e nove straniere invitate, per un totale di 179 ciclisti al via.
| N.    | Cod. | Squadra                    |
| ----- | ---- | -------------------------- |
| 1-10  | BH   | BH                         |
| 11-20 | DOR  | Dormilón-Campagnolo        |
| 21-30 | CCR  | Frinca-Colchón CR          |
| 31-40 | KAS  | KAS                        |
| 41-50 | KEL  | Kelme                      |
| 51-60 | CJR  | Caja Rural-Orbea           |
| 61-70 | REY  | Reynolds-Seur-TS Batteries |
| 71-80 | TEK  | Teka                       |
| 81-90 | ZAH  | Zahor Chocolates           |

| N.      | Cod. | Squadra             |
| ------- | ---- | ------------------- |
| 91-100  | ADR  | ADR-Fangio-IOC-MBK  |
| 101-110 | SYS  | Bose-Système U      |
| 111-120 | CDC  | Café de Colombia    |
| 121-130 | LUC  | DYC-Lucas           |
| 131-140 | FAG  | Fagor-Gin Larios    |
| 141-150 | GEW  | Gewiss-Bianchi      |
| 151-160 | PDM  | PDM-Ultima-Concorde |
| 161-170 | RYA  | Ryalcao-Postobón    |
| 171-180 | SPO  | Sporting-Vitalis    |

## Classifiche finali

### Classifica generale - Maglia gialla
| Pos. | Corridore          | Squadra     | Tempo      |
| ---- | ------------------ | ----------- | ---------- |
| 1    | Luis Herrera       | C. Colombia | 105h34'25" |
| 2    | Reimund Dietzen    | Teka        | a 1'04"    |
| 3    | Laurent Fignon     | Bose        | a 3'13"    |
| 4    | Pedro Delgado      | PDM         | a 3'52"    |
| 5    | Óscar de J. Vargas | Ryalcao     | a 4'03"    |
| 6    | Vicente Belda      | Kelme       | a 4'40"    |
| 7    | Anselmo Fuerte     | BH          | a 4'59"    |
| 8    | Yvon Madiot        | Bose        | a 5'25"    |
| 9    | Henry Cárdenas     | C. Colombia | a 7'08"    |
| 10   | Omar Hernández     | Ryalcao     | a 7'33"    |

### Classifica a punti - Maglia verde
| Pos. | Corridore           | Squadra     | Punti |
| ---- | ------------------- | ----------- | ----- |
| 1    | Alfonso Gutiérrez   | Teka        | 147   |
| 2    | Luis Herrera        | C. Colombia | 104   |
| 3    | Jesús Blanco Villar | Teka        | 104   |
| 4    | Reimund Dietzen     | Teka        | 100   |
| 5    | Manuel Domínguez    | BH          | 92    |

### Classifica Gran Premio della Montagna - Maglia rossa
| Pos. | Corridore      | Squadra     | Punti |
| ---- | -------------- | ----------- | ----- |
| 1    | Luis Herrera   | C. Colombia | 174   |
| 2    | Vicente Belda  | Kelme       | 105   |
| 3    | Henri Abadie   | Fagor       | 97    |
| 4    | Omar Hernández | Ryalcao     | 89    |
| 5    | Pablo Wilches  | Ryalcao     | 68    |

### Classifica traguardi volanti
| Pos. | Corridore             | Squadra   | Punti |
| ---- | --------------------- | --------- | ----- |
| 1    | Miquel Àngel Iglesias | Frinca-CR | 31    |
| 2    | Henri Abadie          | Fagor     | 12    |
| 3    | Laurent Fignon        | Bose      | 9     |
| 4    | Antonio Coll          | Kelme     | 8     |
| 5    | Carlos Gutiérrez      | Kelme     | 8     |

### Classifica sprint speciali
| Pos. | Corridore         | Squadra | Punti |
| ---- | ----------------- | ------- | ----- |
| 1    | Henri Abadie      | Fagor   | 25    |
| 2    | Laurent Fignon    | Bose    | 14    |
| 3    | Alfonso Gutiérrez | Teka    | 9     |
| 4    | Antonio Coll      | Kelme   | 9     |
| 5    | Pascal Poisson    | Bose    | 6     |

### Classifica a squadre
| Pos. | Squadra          | Tempo      |
| ---- | ---------------- | ---------- |
| 1    | Ryalcao-Postobón | 316h51'36" |
| 2    | BH               | a 1'42"    |
| 3    | Café de Colombia | a 3'20"    |
| 4    | Bose-Système U   | a 13'13"   |
| 5    | Teka             | a 24'58"   |